# Guo Yue
Guo Yue (郭 跃, Anshan, 17 juli 1988) is een voormalige Chinees professioneel tafeltennisster. Ze stond sinds april 2003 langere tijd onafgebroken in de top 10 van de ITTF-wereldranglijst met een piek in januari 2008 toen ze de lijst een maand aanvoerde. In 2007 werd de linkshandige shakehand-speelster wereldkampioene in zowel het enkel- als het gemengd dubbelspel en was ze verliezend finaliste in het vrouwendubbel. Met de Chinese vrouwenploeg werd ze wereldkampioen in 2004, 2006 en 2008, waarna ze samen met Li Xiaoxia op het WK 2009 alsnog goud won in ook het dubbelspel voor vrouwen. Twee jaar later verlengden ze samen die titel. Guo Yue was na Angelica Rozeanu, Lin Huiqing, Cao Yanhua, Hyun Jung-hwa en Wang Nan de zesde vrouw ooit die wereldkampioene werd in alle vier de mogelijke disciplines.
Yue's eindzege op het Japan Open 2003 maakte van haar op dat moment de jongste (15) winnares van een enkelspeltoernooi op de ITTF Pro Tour ooit. Ze werd in januari 2002 ook al de jongste winnares van een dubbelspeltitel op de Pro Tour ooit, als dertienjarige (samen met de dan vijftienjarige Fan Ying).

## Loopbaan
De enige officiële wereldtitel die tot het WK 2009 ontbrak op het palmares van de linkshandige Guo Yue was die in het damesdubbel. Ze bereikte de finale zowel in 2003, 2005 (beide keren met Niu Jianfeng) als in 2007 (met Li Xiaoxia), maar legde het elke keer af tegen het duo Wang Nan/Zhang Yining. Op de Olympische Spelen moest ze genoegen nemen met brons op zowel de OS 2004 (in het dubbelspel) als de OS 2008 (in het enkelspel). Op het WK 2009 was het eindelijk wel raak toen ze samen met Li Xiaoxia met reuzenpassen door het dubbeltoernooi heenstapte. Gedurende zes speelrondes verloren ze samen op de weg naar goud alleen in de eerste ronde tegen het Franse duo Carole Grundisch/Audrey Mattenet en in de finale tegen landgenotes Ding Ning/Guo Yan één game. Eeuwige obstakels Zhang Zhining/Wang Nan namen in 2009 geen deel aan het dubbelspel. Guo Yue stond op het WK 2009 ook opnieuw in de finale van het enkelspel, maar verloor hierin met 4-2 van de nummer één van de wereld, Zhang Yining.
Niettemin was Guo Yue al voor haar uiteindelijk wereldtitel een begaafd dubbelspeelster. Tijdens haar eerste jaar op de ITTF Pro Tour in 2002 haalde ze op alle zes de internationale Opens waaraan ze deelnam minimaal zilver. Een 100% score wat betreft finaleplaatsen bleef in de daaropvolgende jaren uit, maar het aantal gewonnen finales nam toe (zie erelijst). Guo Yue won bovendien zowel in 2003 (met Niu Jianfeng) als 2007 (met Li Xiaoxia) de ITTF Pro Tour Grand Finals. De Chinese won tijdens de Grand Finals van 2004 het enkelspeltoernooi en stond ook in de enkelspelfinales van 2002, 2007 en 2008. Daarin verloor ze van achtereenvolgens Zhang Yining, haar dubbelpartner Li Xiaoxia en Guo Yan.

## Erelijst
Belangrijkste overwinningen:
- Wereldkampioene enkelspel 2007, zilver op het WK 2009
- Wereldkampioene dubbelspel 2009 en 2011 (beide met Li Xiaoxia)
- Wereldkampioene gemengd dubbel 2005 en 2007 (beide met Wang Liqin)
- Winnares WK landenteams 2004, 2006 en 2008 (met China)
- Winnaar WTC-World Team Cup 2007 (met China)
- Winnares Aziatische Spelen enkelspel 2006
- Winnares Aziatische Spelen dubbelspel 2006
- Winnares Azië Cup 2008 en 2009
- Winnares Aziatisch kampioenschap dubbelspel 2007
- Winnares Aziatisch kampioenschap gemengd dubbel 2005

ITTF Pro Tour:
- Winnares ITTF Pro Tour Grand Finals enkelspel 2004
- Winnares ITTF Pro Tour Grand Finals dubbelspel 2003 (met Niu Jianfeng), 2007 en 2011 (allebei met Li Xiaoxia)

Enkelspel:
- Winnares Japan Open 2003
- Winnares China Open 2005, 2007
- Winnares Slovenië Open 2006 en 2007
- Winnares Kroatië Open 2006 en 2007
- Winnares Koeweit Open 2007
- Winnares Korea Open 2008
- Winnares Qatar Open 2010

Dubbelspel:
- Winnares Oostenrijk Open 2002 (met Fan Ying)
- Winnares Korea Open 2003 (met Niu Jianfeng) en 2008 (met Liu Shiwen)
- Winnares Japan Open 2003 (met Niu Jianfeng) en 2007 (met Li Xiaoxia)
- Winnares Denemarken Open 2003 (met Niu Jianfeng)
- Winnares Zweden Open 2003 (met Niu Jianfeng)
- Winnares Griekenland Open 2004 (met Niu Jianfeng)
- Winnares Singapore Open 2004 (met Niu Jianfeng)
- Winnares Japan Open 2004 (met Niu Jianfeng)
- Winnares Duitsland Open 2004 (met Niu Jianfeng) en 2007 (met Li Xiaoxia)
- Winnares Qatar Open 2005 (met Niu Jianfeng), 2008 en 2009 (beide met Zhang Yining)
- Winnares China Open 2005 (Harbin, met Guo Yan), eveneens 2005 (Shenzhen, met Zhang Yining), 2007 (Shenzen, met Guo Yan) en eveneens 2007 (Nanking, met Li Xiaoxia)
- Winnares Slovenië Open 2006 (met Li Xiaoxia)
- Winnares Koeweit Open 2009 met (Zhang Yining)
- Winnares Koeweit Open 2010 (met Guo Yan)
- Winnares Zweden Open 2011 (met Guo Yan)

2008: Guo Yue, Wang Nan, Zhang Yining ·
2012: Ding Ning, Guo Yue, Li Xiaoxia ·
2016: Ding Ning, Li Xiaoxia, Liu Shiwen ·
2020: Chen Meng, Sun Yingsha, Wang Manyu ·
2024: Chen Meng, Sun Yingsha, Wang Manyu